# Файлова синхронізація
Файлова синхронізація (англ. File synchronization), в контексті роботи з ПК вживається часто просто поняття синхронізація — це процес відслідковування змін файлів в двох або більше розташуваннях та процес їхнього оновлення за певними правилами і цих розташуваннях. Мета синхронізації є отримання на двох або більшій кількості носіїв файлів останньої версії. Часто це виконується з метою резервного зберігання даних або з метою комфортної роботи з документами (файлами).
В односторонній синхронізації, яка також називається віддзеркаленням, оновлені файли копіюються з місця розташування вихідного файлу в одне або більше цільове місце, але жоден файл не копіюється назад до джерела. В двосторонній синхронізації оновлені файли копіюються в обидва напрями, як правило, з метою збереження обох ідентичних розташувань файлів. В цій статті під терміном синхронізація розуміється виключно двостороння синхронізація
Файлова синхронізація зазвичай використовується для резервного копіювання файлів на віддалені сервери, зовнішні жорсткі диски, між комп'ютерами, на USB накопичувачі та між телефоном та комп'ютером..

## В операційних системах
В сучасних операційних системах Microsoft Windows існує вбудований сервіс для синхронізації між пристроями Sync Center, до цього більш ранніх версіях використовувалась тільки спеціальна тека «Портфель», яка синхронізувала файли між комп'ютером та USB накопичувачем.

## Online-сервіси
Для файлової синхронізації можуть використовуватись чисельні сервіси в мережі, які часто також відіграють роль місця для резервного збереження інформації. Як правило, такі сервіси мають власну програму-агент, яка користувачем встановлюється на свій персональний комп'ютер та відслідковує в автоматичному режимі файли, які змінились. Відомі сервіси в мережі — GoogleDrive, Microsoft OneDrive, Dropbox, Yandex Disk. Автоматичний процес синхронізації запобігає копіюванню вже існуючих файлів і таким чином може бути швидшим та заощаджує більше часу в порівнянні з синхронізацією вручну. Такий тип синхронізації менш схильний до помилок. Проте часто розмір синхронізованих файлів може бути лімітований доступним об'ємом пам'яті на портативному носії або може бути обмежений сервісом, який надає послуги з синхронізації та резервування. Програмне забезпечення для синхронізації, яке зберігає лише список файлів і змінених файлів усуває цю проблему (наприклад функція «snapshot» в програмі Beyond Compare або функція «package» в програмі Synchronize It!). Це особливо корисно для працівників, які працюють на мобільних пристроях або на декількох комп'ютерах.

## Загальні риси
Загальні риси файлової синхронізації включають в себе:
- Шифрування даних для безпеки, особливо при синхронізації через Інтернет
- Стиснення будь-яких даних, які надсилаються через мережу
- Виявлення конфліктів, коли файли змінено з обох сторін, на противагу варіанту, коли змінюється лише з однієї. Невиявлені конфлікти можуть привести до перезапису копій файлу останньою версією, що спричиняє втрату даних. Для виявлення конфліктів програмне забезпечення для синхронізації повинно мати базу даних синхронізованих файлів. Розподілене виявлення конфліктів може бути досягнене за допомогою версій векторів
- Підтримка відкритих файлів забезпечує цілісність інформації при копіюванні даних, або файлів програми, які знаходяться у використанні, або бази файлів, які є заблоковані
- Спеціальна підтримка для використанням проміжного накопичувача, наприклад змінного флеш-диску для синхронізації двох машин. Більшість програм для синхронізації можуть використовуватись в цей спосіб, але забезпечення спеціальної підтримки, може зменшити обсяг даних, що зберігається на пристрої
- Можливість переглядати будь-які зміни, перш ніж вони будуть збережені
- Можливість бачити відмінності в окремих файлах
- Резервне копіювання між операційними системами і передача між комп'ютерами, які підключені до мережі

## Можливі проблеми безпеки
Недорогі рішення синхронізації файлів є популярним, але для використання в бізнесі, вони створюють занепокоєння через те, що дозволяють корпоративній інформації поширюватися на некеровані пристрої та сервіси.